# Jojna, Aurad
Jojna là một làng thuộc tehsil Aurad, huyện Bidar, bang Karnataka, Ấn Độ.